# Gerard Zalewski
Pour les articles homonymes, voir Zalewski.
Gerard Zalewski est un réalisateur et scénariste polonais né le 2 août 1932 à Sompolno, décédé le 30 octobre 2011 à Olsztyn.

## Biographie
Gerard Zalewski est né le 2 août 1932 à Sompolno, dans la voïvodie de Grande-Pologne, en Pologne.
Il est diplômé de l'école nationale de cinéma de Łódź à la faculté de réalisation en 1956.
Il est l'époux de la réalisatrice de doublage Maria Piotrowska.
Zalewski meurt le 30 octobre 2011 à Olsztyn, dans la voïvodie de Varmie-Mazurie. Il est enterré au cimetière de Mani (pl) à Łódź.

## Filmographie

### Réalisateur
- 1962 : Jadą goście jadą...
- 1966 : Karnawał – Hawana 66
- 1975 : Dom moich synów
- 1976 : Zielone, minione...
- 1978 : Znaki zodiaku
- 1978 : Justyna
- 1978 : Dorota
- 1979 : Wiśnie
- 1980 : Ciosy
- 1985 : Tętno
- 1985 : Mokry szmal

### Scénariste
- 1966 : Karnawał – Hawana 66
- 1976 : Zielone, minione...
- 1978 : Znaki zodiaku
- 1978 : Justyna
- 1985 : Tętno
- 1985 : Mokry szmal